# Dehydrogenaza NADH

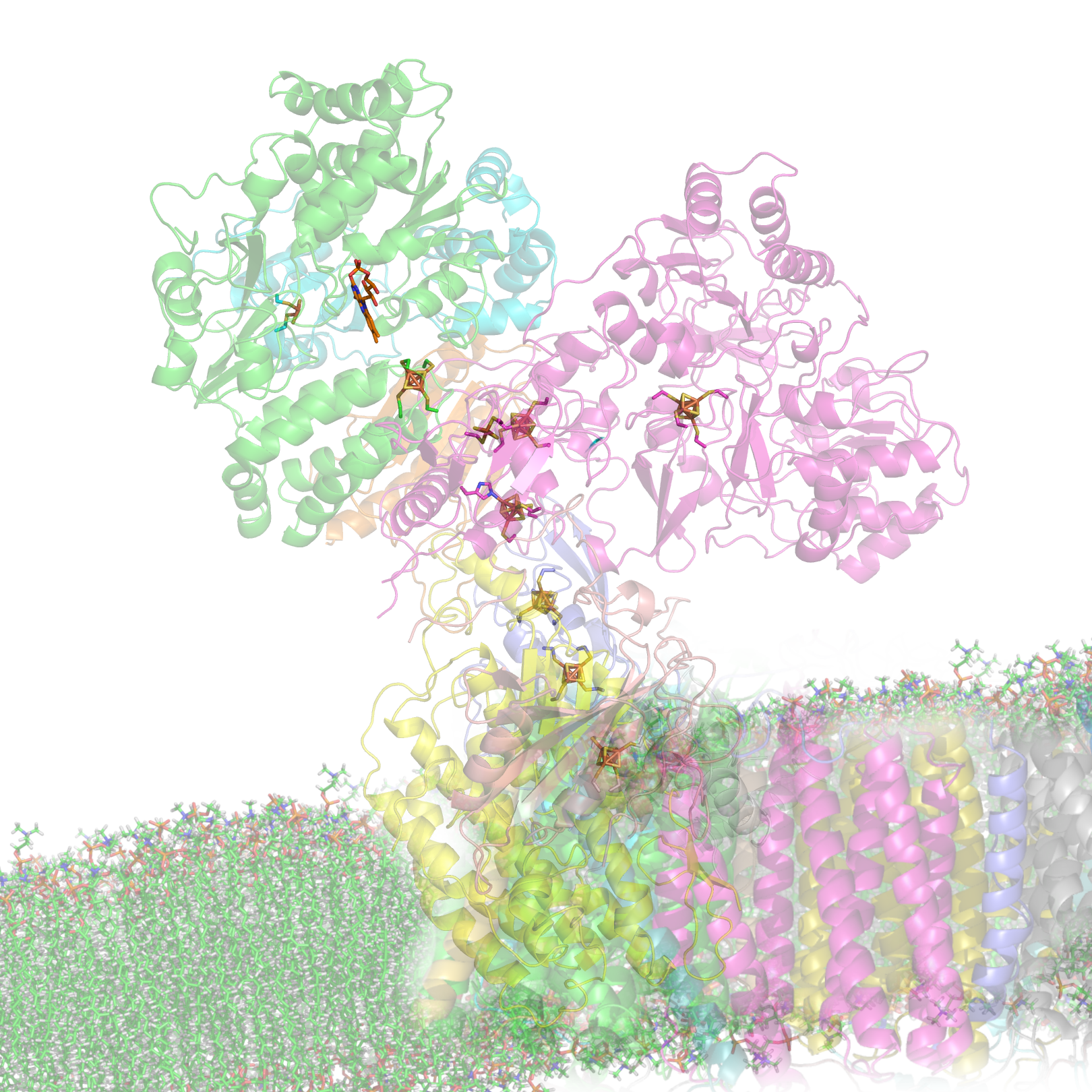
Struktura dehydrogenazy NADH

Kompleks I

Dehydrogenaza NADH, oksydoreduktaza NADH-ubichinon, kompleks I łańcucha oddechowego (EC 7.1.1.2) – enzym obecny w wewnętrznej błonie mitochondrów eukariotów oraz błonach komórkowych prokariotów. Rozpoczyna szereg reakcji określanych jako łańcuch oddechowy poprzez utlenianie NADH przy jednoczesnej redukcji ubichinonu obecnego w błonie. Przeniesieniu dwóch elektronów pobranych z NADH na ubichinon prowadzi do powstania ubichinolu, jednocześnie cztery protony przez kompleks przenoszone są na zewnętrzną stronę błony białkowo-lipidowej.
NADH + H+
 + CoQ + 4H+

wew. → NAD+
 + CoQH
2 + 4H+

zew.
Różnica stężeń jonów H+
 oraz różnica ładunków powstająca w wyniku przenoszenia protonów określana jako gradient elektrochemiczny jest wykorzystywana przez syntazę ATP do syntezy kluczowego w energetyce komórki związku – ATP. Dehydrogenaza NADH odpowiedzialna jest za wytworzenie około 40% gradientu protonów powstającego w wyniku działania łańcucha oddechowego.
W mitochondriach ssaków dehydrogenaza NADH jest dużym kompleksem błonowym, składającym się z 45 różnych podjednostek. Podejrzewa się także istnienie podjednostki 46. Masa całego kompleksu I przekracza 1000 kDa. U prokariotów enzym składa się z zaledwie z 14 różnych podjednostek o łącznej masie 550 kDa. Zarówno mitochondrialny, jak i prokariotyczny kompleks ma kształt litery L z jednym ramieniem osadzonym w błonie a drugim wystającym po stronie macierzy mitochondrialnej lub cytoplazmy u bakterii. W skład kompleksu wchodzi mononukleotyd flawinowy (FMN), który odbiera elektrony z NADH oraz osiem lub dziewięć centrów żelazo-siarkowych.
Z niedoborem lub niewłaściwym działaniem dehydrogenazy NADH związane są choroby układu nerwowego człowieka takie jak dziedziczna neuropatia nerwu wzrokowego Lebera i choroba Parkinsona.
Stosowanym podczas badań nad dehydrogenazą NADH inhibitorem jest rotenon blokujący miejsce przyłączania ubichinonu do kompleksu.